# Tell Kāmid el-Lōz
Der Tell Kāmid el-Lōz ist der Siedlungshügel (Tell) der altorientalischen Stadt Kumidi nördlich der neuzeitlichen Ortschaft Kāmid el-Lōz (auch: Kamed El-Laouz, Kamed El-Loz, arabisch كامد اللوز) im Libanon. Der Tell liegt etwa 50 km südöstlich von Beirut am südlichen Ostrand der Biqa, der Hochebene zwischen Libanon-Gebirge und Anti-Libanon, 4 km östlich von Joub Jannine, dem Zentrum des West-Bekaa-Distrikts.

## Topographie
Der Siedlungshügel ist von ovaler Form und besitzt eine Ausdehnung von ca. 240 m auf 300 m (Nord-Süd-Achse). Er erreicht eine Höhe von etwa 26 m über dem Terrain der Ebene von 865–867 m über dem Meer, die Hügelspitze liegt bei 874 m. Der Tell ist einer der größten Siedlungshügel in der Biqa. Die Stadt entwickelte sich am Kreuzungspunkt zweier alter Straßen: der Straße von der Küstenstadt Sidon durch den Libanon in die südliche Biqa und weiter durch den Anti-Libanon nach Damaskus und von Ägypten durch Palästina, durch den oberen Jordangraben und die Biqa nach Syrien in das Tal des Orontes, Anatolien und Mesopotamien.

## Entdeckung und Erforschung
Im Jahre 1954  wurde der Siedlungshügel von Arnulf Kuschke entdeckt, Professor für Biblische Archäologie der Universität Mainz. Erste Grabungsarbeiten wurden von ihm und Rolf Hachmann, Professor für Vor- und Frühgeschichte an der Universität des Saarlandes in Saarbrücken, im Jahre 1963 begonnen. Im Jahre 1964 schied Arnulf Kuschke aus, an seine Stelle trat Martin Metzger, Alttestamentler am Theologischen Seminar und an der Universität Hamburg, ab 1974 Kiel. Seit 1966 erfolgte die Erforschung des Ruinenhügels unter der Leitung von Rolf Hachmann. Im Jahre 1981 mussten die Grabungsarbeiten aufgrund des libanesischen Bürgerkriegs beendet werden. Bis zu diesem Zeitpunkt war insbesondere der nordwestliche Teil des Siedlungshügels mit einer Fläche von ca. 5700 m2 und einer Maximaltiefe von ca. 7,45 m freigelegt worden.

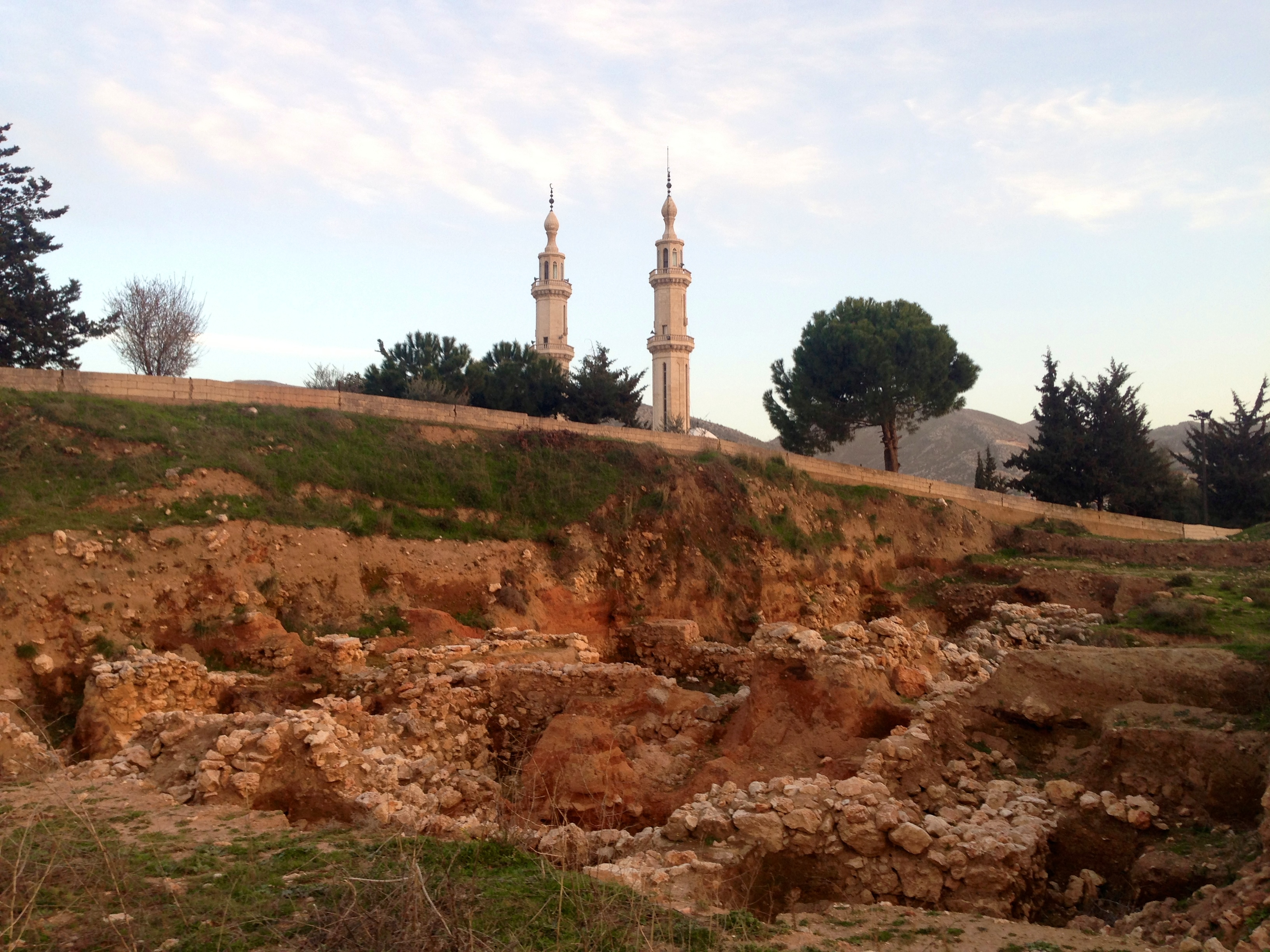
Ausgrabungsgelände in Kāmid el-Lōz (März 2013)

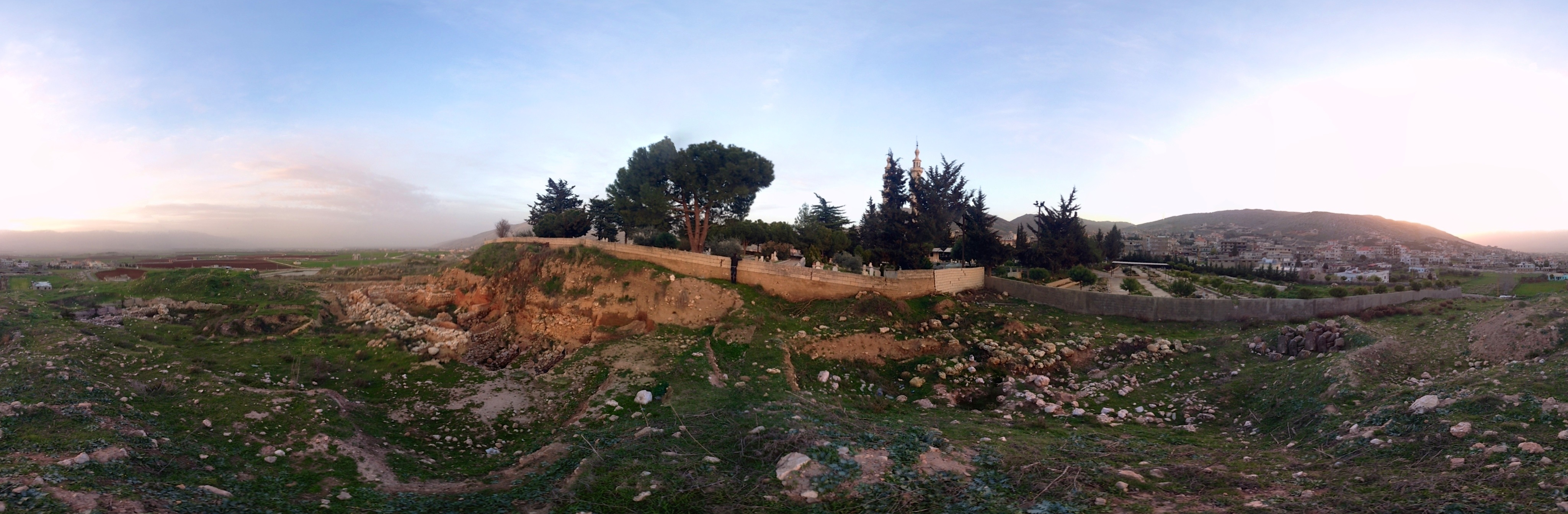
Ausgrabungsgelände in Kāmid el-Lōz (März 2013)

Im Jahre 1997 wurden die Grabungen unter der Leitung von Marlies Heinz, Professorin für Vorderasiatische Archäologie der Universität Freiburg, wieder aufgenommen. Aufgrund des Bürgerkriegs in Syrien wurden seit 2012 keine Ausgrabungen mehr durchgeführt.
Bereits im Jahre 1897 hatte der Theologe Hermann Guthe vermutet, dass sich hinter dem neuzeitlichen arabischen Ortsnamen Kāmid el-Lōz der altorientalische Name der Stadt Kumidi verbirgt. Diese Stadt wird in den Briefen aus dem Staatsarchiv von Amarna (Tell el-Armana) des ägyptischen Pharao  Amenophis IV. Echnaton (1352–1336 v. Chr.) fünfmal genannt. In der Schrifttafel EA 129 wird Kumidi als Sitz eines ägyptischen Statthalters und in der Urkunde EA 132 wird der Name Puhuru als Statthalter genannt. Bei den Grabungsarbeiten wurden im Umfeld der Palastgrabung insgesamt sieben Keilschrifttexte, davon sechs Briefe der Armana-Zeit, entdeckt. Die aufgefundenen Briefe sind in mesopotamischer Keilschrift geschrieben. Ungeklärt ist, ob die in den Feldzugslisten des Thutmosis III. (1479–1426 v. Chr.) genannte syrische Stadt identisch mit Kumidi ist.

## Ergebnisse der Grabungen 1963–1981
Aufgefunden wurden Scherben aus dem späten Neolithikum (5. Jahrtausend v. Chr.), frühbronzezeitliche Besiedlungsschichten (ca. 3000–2000 v. Chr.), Mittelbronzezeitliche Ansiedlungen (ca. 2100/2000–1550 v. Chr.). Die Ausgrabung konzentrierte sich auf die ältere Eisenzeit (ca. 1200/1100–800 v. Chr.) und insbesondere auf die Spätbronzezeit. Unter der spätbronzezeitlichen Palastanlage wurde ein mittelbronzezeitlicher Palast entdeckt und analog hierzu  unter dem spätbronzezeitlichen Tempeln (ca. 1550–1200/1100 v. Chr.) ein mittelbronzezeitlicher Tempel aufgefunden. Von dem spätbronzezeitlichen Tempel T2 (ältestes Baustadium) waren die Grundmauern gut erhalten.

### Tempelanlagen
Aufgefunden wurden zwei nicht miteinander verbundene Tempelbereiche. Die Räume beider Bereiche gruppieren sich jeweils um einen größeren, längsrechteckigen Hof. Von dem im Westen gelegenen Hof aus waren drei Räume zugänglich, vom östlichen Hof ein langer Raum. Südlich beider Höfe lag jeweils ein überdachter Kultraum. Die Räume und Höfe enthielten zahlreiche Installationen für kultische Zwecke.

### Palastanlagen
Von der ältesten Bauphase (P5) des spätbronzezeitlichen Palastes wurden die Grundmauern des ehemals dreigeschossigen Wohngebäudes der Herrscherfamilie freigelegt. Der ausgegrabene rechteckige königliche Pavillon bestand aus zwei Zimmern, einem Korridor und einem Treppenhaus. Das Gebäude war unterkellert. Es wurde durch ein Erdbeben zerstört. Der Ziegelaufbau stürzte zusammen und begrub unter sich Personen, Hausrat, Möbel, Gefäße, Geräte und Waffen. Dabei kamen drei Personen zu Tode, deren Skelette man im Palastkeller zwischen herabgestürzten Deckenteilen und Hausgerät fand.
Das aufgefundene Inventar des Stadtherrschers bestand aus Gold-, Silber- und Bronzegeräten sowie aus Glas-, Stein- und Tongefäßen und aus Elfenbeinschnitzereien. Es datiert in das 15. oder 14. Jahrhundert v. Chr. Aufgefunden wurden des Weiteren ägyptische Steingefäße, zyprische Tongefäße, das Modell eines Streitwagens, Schminkdosen u. Nadeln aus Elfenbein und Waffen, darunter der Teil eines Schuppenpanzers, ein Sichelschwert und Pfeilspitzen. Bronzegeräte und -gefäße, zwei Spielbretter mit Spielsteinen und die aufgefundene Kleidung und der Schmuck der Erschlagenen geben einen Eindruck von der Ausstattung der Herrscherfamilie.
Die aufgefundenen jüngeren Palastschichten der Spätbronzezeit (P4-P1) erschließen ein Wohnhaus der Königsfamilie aus freistehenden Pavillons, an welche sich eine Metallwerkstatt anschließt. Entsprechend der von Johannes Boese erstellten chronologischen Übersicht zur Spätbronzezeit ordnen sich die ausgegrabenen Palastschichten von Tell Kāmid el-Lōz – Kumidi wie folgt:
- P1 zwischen 1200 und 1100 v. Chr.
- P2 und P3 zwischen 1300 und 1200 v. Chr. (Herrscher in Palästina u. Südsyrien: Ahiram v. Byblos)
- P4 zwischen 1400 und 1300 v. Chr. (Herrscher Kumidi: Biria-Waza, davor Puhuru; Herrscher in Palästina u. Südsyrien: Elirabi/Esirabi  davor Biridija v. Megiddo); ergrabener Palastschatz zwischen 1400 und 1300 v. Chr. (Herrscher Kumidi: Arašša; Herrscher in Palästina u. Südsyrien: Zalaja v. Damaskus)
- P5 1400 v. Chr.

## Schrifttafeln
Zwei der in Kāmid el-Lōz aufgefundenen Tontafeln sind in mesopotamischer Keilschrift geschrieben. Es handelt sich um Handschriften der ägyptischen Staatskanzlei an die Stadtfürsten Zalaja von Damaskus und an den Herrscher der unbekannten Stadt Saza’ena. Die Ostraka mit altphönikischen Schriftzeichen aus Kāmid el-Lōz fanden sich im Palast- und Tempelbereich innerhalb der spätbronzezeitlichen Schichtenfolge. Ferner fand man zwei Inschriften, eine Krughenkelinschrift und die auf einem Pithos (Vorratsgefäß) aus dem  Wirtschaftshof des Palastes P2 in ugaritischer Keilschrift. Zwei Steinschalen, welche in der Türsetzung eines Kellerraumes des spätbronzezeitlichen Palastes gefunden wurden, wiesen auf den Gefäßschultern ägyptische Inschriften auf.

## Ausgewählte Funde
Die Funde dokumentieren die weitreichenden Beziehungen von Kumidi: Zum mykenischen Kulturkreis gehören ein Tierrhyton in Form einer Schildkröte und ein Fischryhton, beide aus dem Westhof des Tempels, zwei Spitzrhyta mit Pflanzendekor aus Hof K der Tempelanlagen sowie ein Idol aus Tempel T1. Nach Ägypten verweisen eine Fayenceschale mit Lotusblüten- und Fischdekor aus Tempel T1 sowie das Fragment einer Statuette aus dem Tempelbereich.
Aus dem Schatzfund des Palastes (ca. 1700 v. Chr.) stammen Fragmente einer Reliefdarstellung einer fürbittenden Göttin und einer Göttin im Falbelgewand, beide aus Goldfolie auf Silberblech hergestellt.
Herausragende Funde sind des Weiteren die Elfenbeinfigur einer Leierspielerin aus dem königlichen Pavillon, ein Spielbrett in Form eines Lebermodells aus Ton, frühe phönizische Elfenbeine (stratigraphisch dem 14. Jh. v. Chr. zugeordnet), Teile eines bronzenen Schuppenpanzers sowie Spielbretter aus Elfenbein.